# Meridarchis jumboa
Meridarchis jumboa is een vlinder uit de familie van de Carposinidae. De wetenschappelijke naam van de soort is voor het eerst geldig gepubliceerd in 1980 door Kawabe.